# Semester
Ein Semester (lateinisch se(x) ‚sechs‘ und mēnsis ‚Monat‘) ist die Zeitspanne eines halben Jahres, besonders während eines Studiums seit dem 15. Jahrhundert. Aktuell ist das Semester die gebräuchliche Bezeichnung für ein Studienhalbjahr an Universitäten bzw. Hochschulen oder Volkshochschulen (VHS). Soweit das Semester als Vorlesungszeit verstanden wird, ist diese allerdings beschränkt auf etwa vier Monate. Der Rest ist vorgesehen für Praktika, Prüfungen und Erholung.

## Semester in Deutschland

### Hochschulen
Ein Jahr an der Hochschule erstreckt sich auf das Wintersemester, das in Deutschland an den meisten Universitäten vom 1. Oktober bis zum 31. März des Folgejahres dauert, und das folgende Sommersemester vom 1. April bis zum 30. September. Die Semester der Fachhochschulen beginnen zumeist einen Monat früher. Die Semesterferien als vorlesungsfreie Zeit sind dabei einbezogen. Je nachdem, ob Studienanfänger oder Absolventen der Betrachtung zugrunde liegen, werden die beiden Semester zu Studienjahren (Sommersemester + folgendes Wintersemester) oder Prüfungsjahren (Wintersemester + folgendes Sommersemester) zusammengefasst.
Die Vorlesungszeiten betragen im Winter etwa 15 und im Sommer etwa 14 Wochen. Sie beginnen an den meisten Hochschulen in der Mitte des ersten Semestermonats, also um den 15. Oktober bzw. April, und enden entsprechend im Februar bzw. Juli.
Die traditionellen Abkürzungen für die beiden Semestertypen sind WS und SS, z. B. „WS 2008/09“ bzw. „WS 2008“ oder „WS08“ und „SS 2009“ oder „SS09“. Es haben sich verschiedene Alternativformen entwickelt: WiSe und SoSe, Ws. und Ss. oder getrennt notiert „W 2008/09 S“ und „S 2009 S“.
Die Universität Mannheim verwendet seit Ende 2006 einen anderen Rhythmus, der Traditionen anderer Staaten, insbesondere einiger US-Hochschulen folgt. Das Herbstsemester (Abk. HS), manchmal auch Herbst-/Wintersemester (Abk. HWS) genannt, dauert vom 1. August bis 31. Januar, das Frühlings- oder Frühjahrssemester (Abk. FS), manchmal auch Frühjahrs-/Sommersemester (Abk. FSS) genannt, vom 1. Februar bis 31. Juli. Die Vorlesungszeiten beginnen im Herbstsemester Anfang September und enden an Weihnachten, im Frühjahrssemester laufen sie von Mitte Februar bis Mitte Juni. Auch an den Hochschulen der Deutschen Demokratischen Republik war dereinst der Studienbetrieb nach Frühjahrs- und Herbstsemester strukturiert.
Die Hochschulrektorenkonferenz (HRK) hatte 2007 beschlossen, bis Ende 2010 den Semesterbeginn an Universitäten bundesweit vorzuverlegen, konnte sich aber nicht auf ein allgemein akzeptiertes Modell einigen.
An der Helmut-Schmidt-Universität/Universität der Bundeswehr Hamburg und der Universität der Bundeswehr München wird hingegen in Trimestern studiert. Dabei handelt es sich um eine zeitliche Straffung der Lehrinhalte. Da die Offizierlehrgänge der Teilstreitkräfte im August bzw. September enden, beginnt das Studium am 1. Oktober mit dem Herbsttrimester. Es schließen sich das am 1. Januar des Folgejahres beginnende Wintertrimester und das am 1. April beginnende Frühjahrstrimester an. Die vorlesungsfreie Zeit liegt zwischen dem 1. Juli und dem 30. September. Da die Soldaten durch den Bund finanziert werden, ist eine Studienpause (zur Finanzierung des Studiums) nicht vorgesehen und der Soldat/Student kann sich voll und ganz seinem Studium widmen.

### Zwischensemester
Nach dem Ersten Weltkrieg verfügte der preußische Kultusminister, dass an der Mehrzahl der Universitäten im Freistaat Preußen vom 22. September bis zum 20. Dezember 1919 ein Zwischensemester zu lesen sei. Das Wintersemester 1920 – so die offizielle Bezeichnung – sollte am 5. Januar 1920 beginnen. Die Bestimmung wurde mit dem Herbstzwischensemester 1920 und dem WS 1921 wiederholt.
Angerechnet wurden die Zwischensemester nur den Kriegsversehrten und den aus der Kriegsgefangenschaft verspätet heimgekehrten Soldaten, die ein Semester verloren hatten. Unter derselben Voraussetzung galt die Regelung auch für die Angehörigen des Grenzschutzes Ost und der Freiwilligenverbände.

### Berufsakademien und Oberschulen
An Berufsakademien sind die Semesterzeiten meistens zeitlich anders geregelt.
Als Semester wird auch das Halbjahr in den letzten beiden Jahren der gymnasialen Oberstufe bezeichnet. So muss ein Schüler, der unter der Voraussetzung des 8- oder 9-jährigen Gymnasiums das Abitur erreichen will, insgesamt vier Semester belegen.

## Semester in Österreich
An österreichischen Hochschulen dauert das Wintersemester im Regelfall vom 1. Oktober bis zum 28./29. Februar, das Sommersemester vom 1. März bis 30. September, einschließlich der vorlesungsfreien Zeit. Die Vorlesungen beginnen am 1. Oktober und enden am 31. Januar beziehungsweise beginnen am 1. März und enden am 30. Juni. Die vorlesungsfreie Zeit wird häufig für Prüfungsvorbereitungen oder das Nachbereiten von Lehrveranstaltungen (z. B. Verfassen von Seminararbeiten) genutzt.
Im Gegensatz zu Deutschland wird nur die Zeit zwischen Winter- und Sommersemester als Semesterferien bezeichnet. Die Zeit zwischen Sommer- und Wintersemester heißt in Österreich Sommerferien.
In Österreich ist die Bezeichnung Semester für die Halbjahre an allen Schulen üblich.

## Semester in der Schweiz
An den Schweizer Universitäten dauert das Herbstsemester (HS) von Kalenderwoche 38 bis 51 (14 Wochen Lehrveranstaltungen) und das Frühjahrssemester (FS) von Kalenderwoche 8 bis 22 (14 Wochen Lehrveranstaltungen und eine freie Woche um Ostern).

## Fachsemester
Als Fachsemester werden einerseits alle Semester bezeichnet, die in einer Fachrichtung abgelegt worden sind, dazu zählen auch Praxissemester, nicht jedoch Urlaubssemester und beispielsweise werden die Semester aus einem Bachelorstudiengang und einem dazugehörigen Master zusammengefasst. So schreibt die Universität Würzburg: »Bei Studienfachkombinationen wird für beide  Studienfächer insgesamt eine einheitliche Zählung der Fachsemester vorgenommen.«
Ebenfalls als Fachsemester oder zur Unterscheidung von obiger Definition Studiensemester werden die Semester innerhalb eines Studiengangs bezeichnet, wobei die Semester aus einem Bachelorstudiengang und einem etwaigen dazugehörigen Master nicht zusammengefasst werden und beim Master wieder mit 1 begonnen wird. Die Hochschule für angewandte Wissenschaften München schreibt im Glossar: »Im ersten Fachsemester befinden sich Studenten, die erstmals im aktuell belegten Studiengang eingeschrieben sind.« und »Die Zuteilung eines Studenten in ein Studiensemester richtet sich nach der Studien- und Prüfungsordnung des jeweiligen Studienganges. Ein Student kann mehrmals dem gleichen Studiensemester zugeteilt werden, wenn dies Studienverlaufsbedingt ist. Das Studiensemester ergibt sich aus der Studiengruppenbezeichnung.« (Hervorhebung im Original entfernt)

## Prosemester
Prosemester sind keine kompletten Semester, sondern Veranstaltungen im Vorlauf zu den eigentlichen Semestern, üblicherweise zur Vorbereitung des Semesters, zum Erlernen von bestimmten danach gebrauchten Techniken und Fertigkeiten wie Sprachen, Mathematik, Statistik, Bilanzrichtlinien/Rechnungswesen etc.

## Ältere Semester
Oft bezeichnet man auch Studentenkohorten (Jahrgänge) als „Semester“ (z. B. „In der Veranstaltung sitzen vor allem fünfte Semester.“), scherzhaft besonders die langjährigen, also „älteren Semester“.
Diese Bezeichnung ist mittlerweile auch allgemein als scherzhafte Bezeichnung für ältere Menschen gebräuchlich.

## Couleursemester
Eine korporative Besonderheit sind die Couleursemester in Studentenverbindungen, die allgemein die Semester der Zugehörigkeit zu seiner Studentenverbindung bezeichnen. Demnach ist beispielsweise ein Alter Herr mit hundertvierzig Couleursemestern seit siebzig Jahren Mitglied seiner Studentenverbindung.